# Fragneto l'Abate
Fragneto l'Abate (Frannitiélle in campano, Fràgnitièllo in dialetto locale) è un comune italiano di 922 abitanti della provincia di Benevento in Campania.

## Storia
Come nel caso del confinante Fragneto Monforte, con ogni probabilità il nome del paese deriva da Farnitum, forse da quella varietà di quercia detta farnia, donde farnus in tarda età romana e farnito nella lingua italiana, per indicare un bosco di farnie. In epoca longobarda i terreni furono concessi dai principi di Benevento al loro tesoriere Fotone per cui Farnitum ebbe la qualificazione di Totonis dal nome del possessore.
Durante la dominazione normanna, nel febbraio 1099, il Castello Farnitum Totonis e tutti i possedimenti, furono acquistati da Eribertus (o Erberto) granconte di Ariano e donati all'abate Madelmo dell'abbazia di Santa Sofìa di Benevento: da allora il paese si chiamò Fragneti Abbatis, da cui l'odierno Fragneto L'Abate.
Il paese, noto anche come Fragnitello, è appartenuto per secoli alla provincia di Principato Ultra, e nel quadriennio 1743-46 il suo territorio fu soggetto alla competenza territoriale del regio consolato di commercio di Ariano. All'epoca del regno delle Due Sicilie ha fatto poi parte del circondario di Pescolamazza all'interno del distretto di Ariano; soltanto a decorrere dal 1861, dopo l'unità d'Italia, è stato aggregato alla provincia di Benevento.

## Monumenti e luoghi d'interesse

### Architetture religiose
- Chiesa di Santa Maria Assunta

Tra gli edifici storici è degna di nota la chiesa madre, dedicata a Santa Maria Assunta, di antica ma incerta origine, ricostruita agli inizi del Settecento dopo i danni del terremoto, che è affiancata da un campanile.
- Cappella Vergine dei Sette Dolori

Particolarmente interessante è, all'ingresso del paese, la Cappella, proprietà della famiglia de Martini, intitolata alla Vergine dei Sette Dolori. La chiesa, nel 1701 ancora in costruzione certamente su preesistenze più antiche ad opera di Gaetano Scipione de Martini, venne consacrata dal cardinale Vincenzo Maria Orsini, arcivescovo di Benevento, il 18 ottobre 1705, come attesta la lapide inserita nella controfacciata; la sagrestia, invece, fu terminata, unitamente all'adiacente romitorio, dopo il 1711. La Cappella, dalla facciata semplice ed elegante, ha un unico altare, sormontato da una grande tela con la Vergine dei Sette Dolori firmata da Paolo De Matteis. Questa è inserita in una ricca cornice a stucco che forma lateralmente due grandi stemmi. Uno è quello personale dell'Orsini, l'altro è lo stemma dei de Martini, famiglia originaria della penisola sorrentina ma insediatasi agli inizi del XV secolo a Fragneto L'Abate.

### Architetture civili
- Palazzo De Martini

A questa famiglia appartiene l'antico Palazzo (edificio di proprietà dei monaci di Santa Sofìa) nel cuore del Centro Storico che custodisce un vero gioiello, un frantoio del Settecento (montano dei prieuti) perfettamente funzionante e con tutti i pezzi originali. Tra la fine Seicento e gli inizi del Settecento il Palazzo venne riammodernato e collegato con un grande arco ad una costruzione situate dall'altra parte della strada (cosiddetto Quarto Novo).
- Torre dell'Orologio

Al centro della piazza principale, nel 1911 è stata edificata una Torre dell'Orologio che è diventata, insieme alla figura di San Martino, uno dei simboli di Fragneto l'Abate.

## Società

### Evoluzione demografica
Abitanti censiti

## Cultura

### Scuole
Nel territorio comunale sono presenti una scuola dell'infanzia e una scuola primaria appartenenti all'istituto comprensivo "Samnium" di Pontelandolfo.

## Geografia antropica
Il paese, seppur segnato nei secoli dalle calamità che hanno funestato tutta la valle del Tammaro, ha mantenuto sostanzialmente inalterato il suo tessuto urbano con la caratteristica struttura planimetrica a mestolo. Tenuto conto della frequentazione del paese da parte del celebre pittore Achille Vianelli (fondatore della Scuola di Posillipo insieme a Giacinto Gigante) si è concretizzata l'opportunità, attraverso i suoi dipinti, di avere le immagini originali del centro, che hanno permesso il recupero e la valorizzazione del centro storico.

## Infrastrutture e trasporti

### Strade
Il comune è interessato dalla strada statale 212 della Val Fortore, dalla SS 212 var e dalle strade provinciali 36 e 104.

### Ferrovie
Il comune era servito dalla stazione di Pescosannita-Fragneto L'Abate, situata nel territorio comunale di Fragneto Monforte al confine con i due comuni da cui prende il nome e soppressa dal 2013.

## Amministrazione
Il 4 ottobre 2021 è stato eletto sindaco Armando Marrone (lista civica Un ponte per il futuro), andando a sostituire il sindaco uscente Lucio Mucciacciaro. 

## Sport
Il comune di Fragneto l'Abate è provvisto di un campo da calcio dove si disputano le partite dell'A.S.D. Fragneto l'Abate.